# Euphyia albidaria
Euphyia albidaria är en fjärilsart som beskrevs av William Schaus 1901. Euphyia albidaria ingår i släktet Euphyia och familjen mätare. Inga underarter finns listade i Catalogue of Life.